# Arteră plantară laterală
Artera plantară laterală (artera plantară externă), mult mai mare decât artera medială, trece oblic lateral și înainte spre baza celui de-al cincilea os metatarsian.
Apoi se rotește medial spre intervalul dintre bazele primului și celui de-al doilea os metatarsian, unde se unește cu ramura plantară profundă a arterei dorsale a plantei, completând astfel arcul plantar.
Pe măsură ce această arteră trece lateral, este plasată mai întâi între calcaneu și mușchiul abductor al halucelui, apoi între mușchiul flexor al degetelor și mușchiul patrat al plantei, în timp ce urmează traseul înainte la baza degetului mic, se află mai superficial între muschiul flexor al degetelor și muschiul abductor mic al degetelor, acoperite de aponevroza plantară și tegument.
Porțiunea rămasă a vasului sanguin este situată profund; se extinde de la baza celui de-al cincilea os metatarsian până la partea proximală a primului spațiu interos și formează arcul plantar; este convexă înainte, se află sub bazele celui de-al doilea, al treilea și al patrulea os metatarsian și ale interoseilor corespunzătoare și pe partea oblică a mușchiul adductor al halucelui.

## Imagini suplimentare

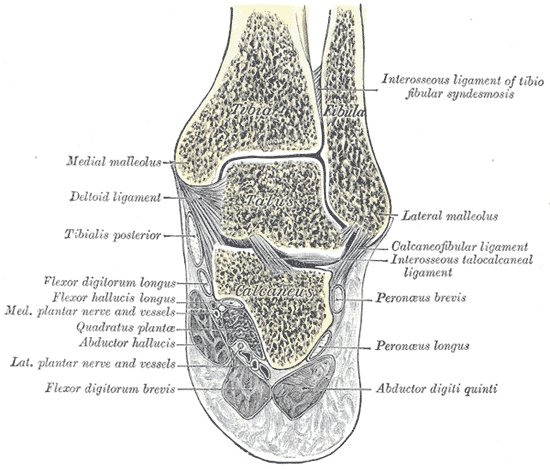
Secțiunea coronară prin articulații talocrurale și talocalcaniene drepte.